# Cramo

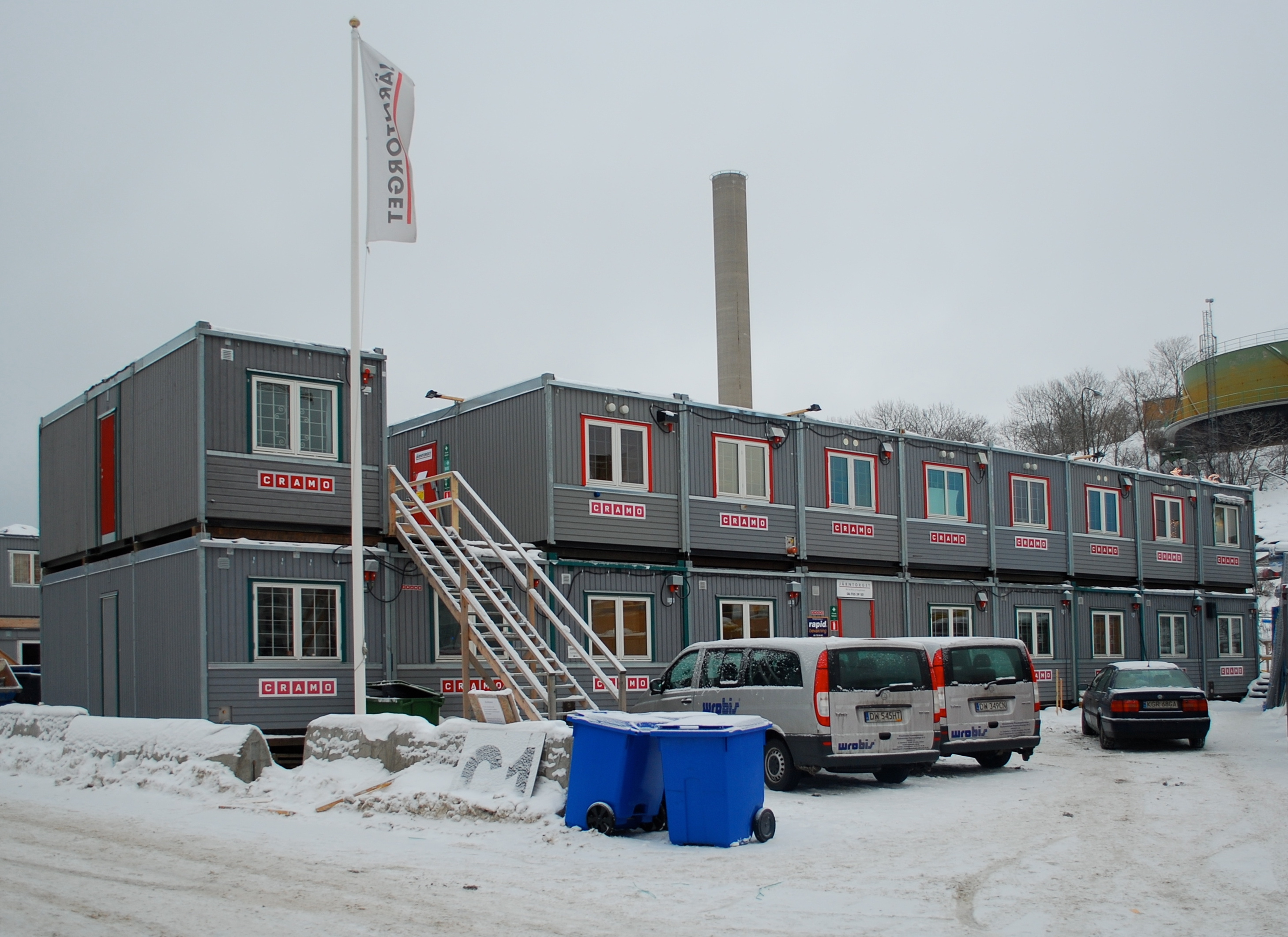
Byggbodar från Cramo i Henriksdalshamnen.

Cramo är en europeisk uthyrningskoncern. Cramo har verksamhet under varumärket Cramo i Sverige, Finland, Norge, Estland och Litauen.

## Verksamhet
Cramo hyr ut maskiner, utrustning och flyttbara lokaler till byggindustrin, liksom till övrigt näringsliv och den offentliga sektorn genom totalt cirka 90 depåer i Sverige. Dessutom bedrivs försäljning av begagnad utrustning för egen och för kunders räkning.

## Historia

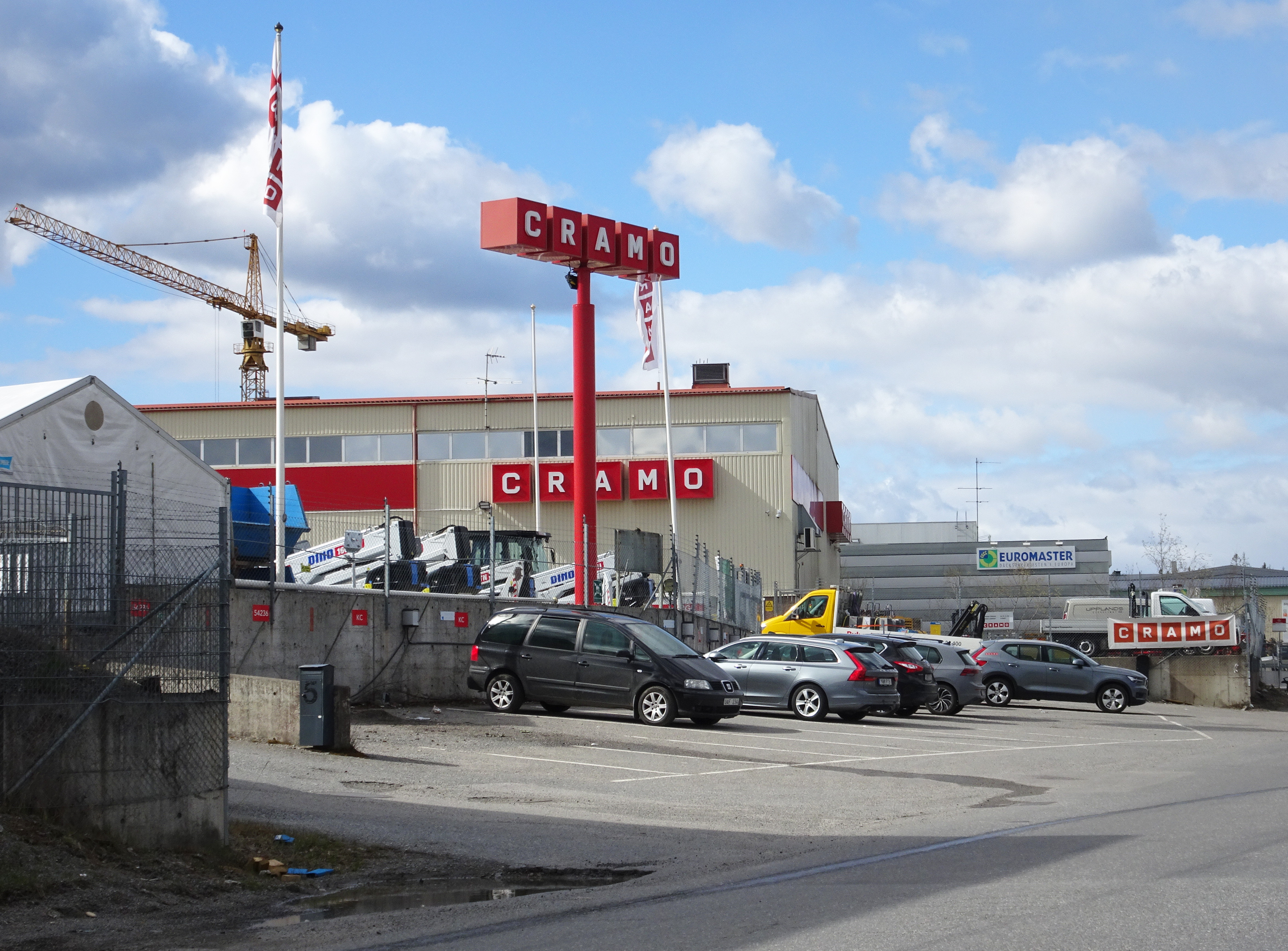
Cramo i Länna industriområde.

Byggnadsaktiebolaget Paul Anderson, bildat 1915 och aktiebolag 1937, hade 1969 växt så mycket att det ombildades till koncernen Paul Anderson Industrier AB med dotterföretagen ByggPaul AB för byggande, Ekebro AB för betonghantering och pålning samt Kramo AB för tunga lyft och transporter.
Paul Anderson Industrier hade börsnoterats 1983 som Andersons och satsade allt mera på egna fastigheter. Kramos B-aktier noterades vid Stockholms Fondbörs 1988. Fastighetskrisen i början av 1990-talet drabbade Andersons hårt och dotterbolaget Byggpaul AB försattes i konkurs 1992. 
Verksamheten inom Kramo AB växte förutom i Sverige även i Danmark och Norge. 1992-1994 förvärvades maskinuthyrningsverksamheterna från Citarent AB och RBM AB, 20 depåer från Tidermans AB samt uthyrningen av flyttbara bodar från Malmros Instant Office AB. Dåvarande huvudägaren Addum AB köpte ut Kramo från börsen 1994.
1995 bytte bolaget namn till Cramo AB och införde ett enhetligt varumärke för sin verksamhet. Tillväxten fortsatte 1997-2001 dels genom företagsköp men också organiskt, samtidigt som Cramo etablerade sig i Finland och Estland. 1996 inleddes verksamhet i Polen. 2002-2005 tog sig Cramo in på marknaderna i Nederländerna, Belgien, Lettland och Litauen.
Efter beslut 2005 förvärvades hela Cramo-koncernen av finska Rakentajain Konevuokraamo Oyj (RK), som i januari 2006 bytte namn till RK-Cramo. Rakentajain Konevuokraamo hade bildats av Förbundets Byggnadsingenjörer 1953, då det funnits ett stort behov av anläggningsmaskiner för att återuppbygga Finland efter andra världskriget.
Eftersom Cramo ansågs vara det starkare varumärket bytte koncern och moderbolag i november 2006 namn till Cramo Oyj.